# چارلز مونتاگ بیکول
چارلز مونتاگ بیکول (انگلیسی: Charles Montague Bakewell; ۲۴ آوریل ۱۸۶۷ – ۱۹ سپتامبر ۱۹۵۷) سیاستمدار، و استاد دانشگاه اهل ایالات متحده آمریکا بود. بیکول به عنوان نماینده جمهوریخواه در مجلس نمایندگان ایالات متحده آمریکا خدمت کرد.

## زندگی‌نامه
پس از جنگ، بیکول به عنوان نماینده جمهوریخواه جمهوریخواه از کنتیکت به مجلس سنا رفت و از ۱۹۲۰ تا ۱۹۲۴ خدمت کرد. از سال ۱۹۲۱ تا ۱۹۲۳، او به عنوان رئیس کمیته دولتی مجلس نمایندگان کار کرد تا قوانین آموزشی ایالت کنتیکت را تجدید نظر و اصلاح کند.
در سال ۱۹۳۲، بیکول به عنوان نماینده مجلس نمایندگان کنگره ایالات متحده انتخاب شد و یک دوره را از ۴ مارس ۱۹۳۳ تا ۳ ژانویه ۱۹۳۵ در کنگره ایالات متحده آمریکا خدمت کرد.

## درگذشت
بیکول در ۱۹ اوت ۱۹۵۷ در نیوهیون، کنتیکت درگذشت و در آرامستان خیابان گروو در نیوهیون دفن شد.